# Bến nước
Bến nước là danh từ chung chỉ nơi cung cấp nước phục vụ nhu cầu sinh hoạt có tính tập thể, công cộng. Nó có thể là một bến sông, hồ, muội nước... ở đồng bằng. Hoặc những mạch nguồn phát lộ, nguồn suối ở các vùng cao.
Ở các buôn làng người dân tộc thiểu số vùng cao tại Việt Nam bến nước là khái niệm chỉ những nơi lấy nước từ những nguồn mạch phát lộ, chảy tự nhiên cho chất lượng nước tốt, cung cấp nước ăn cho cả buôn làng (nó cũng tương tự như hình thức giếng làng tại các làng mạc vùng người Kinh nhưng giếng làng không được coi là bến nước).

## Mô tả
Bến nước là nơi có thể lấy được nước một cách tự nhiên ở dạng tự chảy. Có thể là một muội nước trồi lên khỏi mặt đất hoặc hình thức thường thấy nhất là các mạch nước chảy ra từ một vách đất, đầu nguồn suối. Để lấy nước người ta dùng các ống tre, nứa đã được chọc thông các mắt hứng từ mạch phát lộ và đưa dòng nước chảy tự nhiên ra ngoài để người dùng có thể hứng được. Xung quanh bến nước luôn có hệ thống cây rừng giữ nước và được coi như rừng thiêng của buôn làng; người ta thường phạt rất nặng những ai dám chặt cây hoặc làm ô nhiễm nguồn nước. 

## Nét văn hóa
Bến nước là một nét văn hóa rất đặc trưng của các buôn làng người dân tộc thiểu số vùng cao, do với họ nguồn nước ăn luôn là yếu tố quan trọng nhất. Mỗi khi muốn di chuyển làng về một nơi ở mới, người ta sẽ phái người đi tìm đất; ngoài yếu tố đất đai màu mỡ và có thể sản xuất được thì điều kiện tiên quyết là phải có nguồn nước mạch dồi dào quanh năm có thể xây dựng bến nước cho buôn làng. Người ta cũng coi đây là nguồn nước sạch nhất, trong ăn uống họ chỉ sử dụng nước lấy từ bến nước và khi uống người ta tin tưởng đến nỗi không cần đun sôi. Hiện tại, hòa nhập với cuộc sống văn minh, các làng bản đều có giếng nước nhưng phần lớn người dân vẫn không bỏ được tập quán sử dụng nước ăn từ nguồn bến nước và việc đi lấy nước, tắm giặt, sinh hoạt nơi bến nước vẫn là một bản sắc dân tộc đặc sắc được gìn giữ với hình ảnh đẹp của những cô sơn nữ thong thả hứng nước từ các ống tre chứa đầy vào các quả bầu khô dùng để chứa nước, bỏ vào gùi hay cảnh nhộn nhịp tắm giặt, lấy nước của già trẻ, gái trai trong buôn mỗi chiều hôm sau một ngày lao động vất vả.
Theo tập quán, hàng năm các buôn làng đều tổ chức lễ cúng bến nước để cầu mưa thuận gió hòa.

## Lễ cúng Bến nước
Được tổ chức hàng năm, vào sau khi thu hoạch vụ mùa cùng vào dịp tổ chức Lễ mừng lúa mới. Già làng sẽ là người chủ trì lễ cúng với mâm đồ cúng là thịt heo, gà và quan trọng nhất là một chậu tiết loãng. Bến nước hôm đó được trang hoàng với cổng chào bằng lá cây, cỏ lá dài, có dựng trụ dạng như cây nêu của người Kinh. Sau khi làm thủ tục cúng xong ở bến nước, đoàn người sẽ đến từng nhà, hát cầu cúng và rưới tiết vào chân cầu thang để cầu may cho nhà chủ...

## Một số hình ảnh về Bến nước ở Đắk Lắk

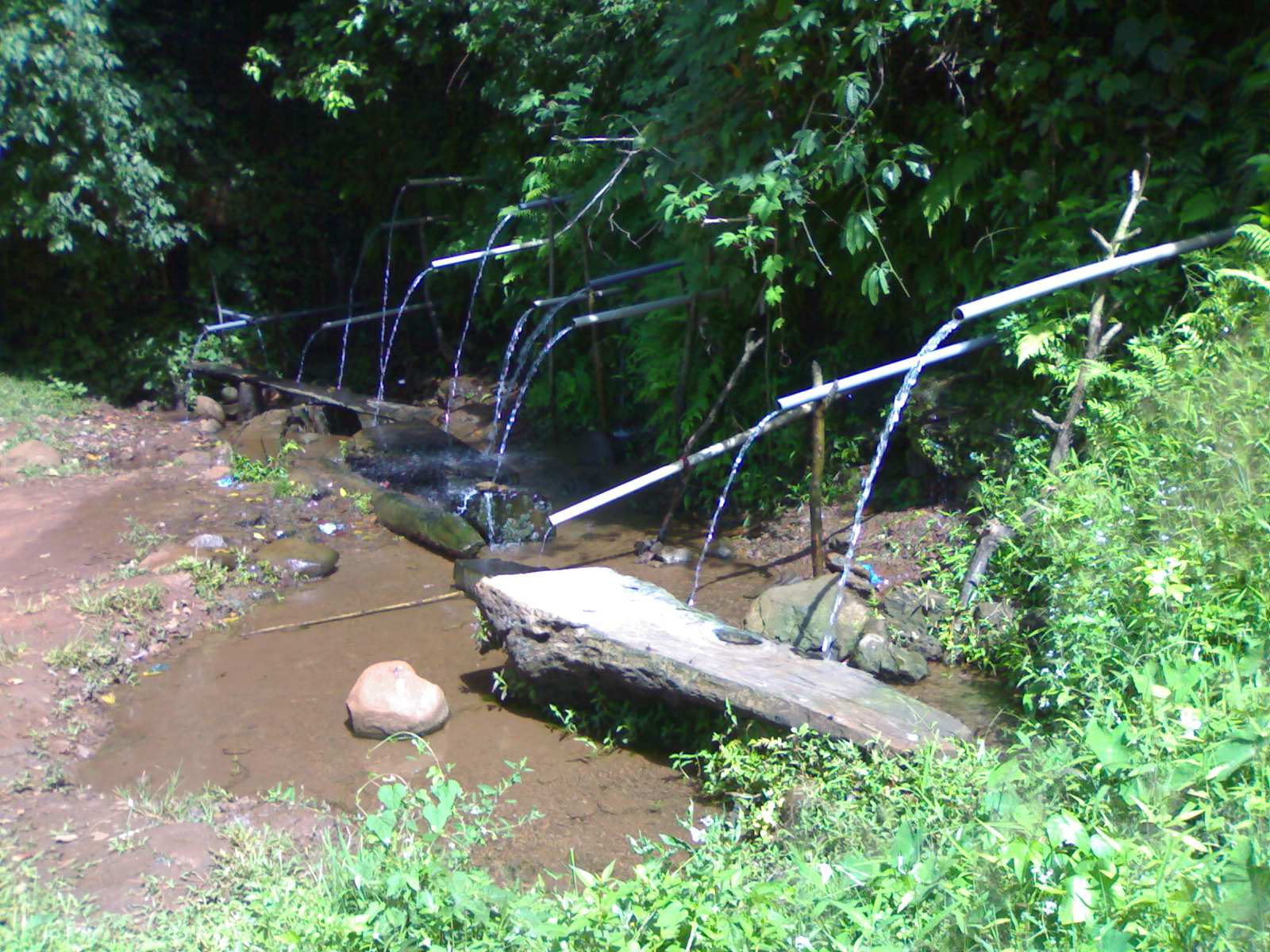
Một bến nước ở Đăk Lăk
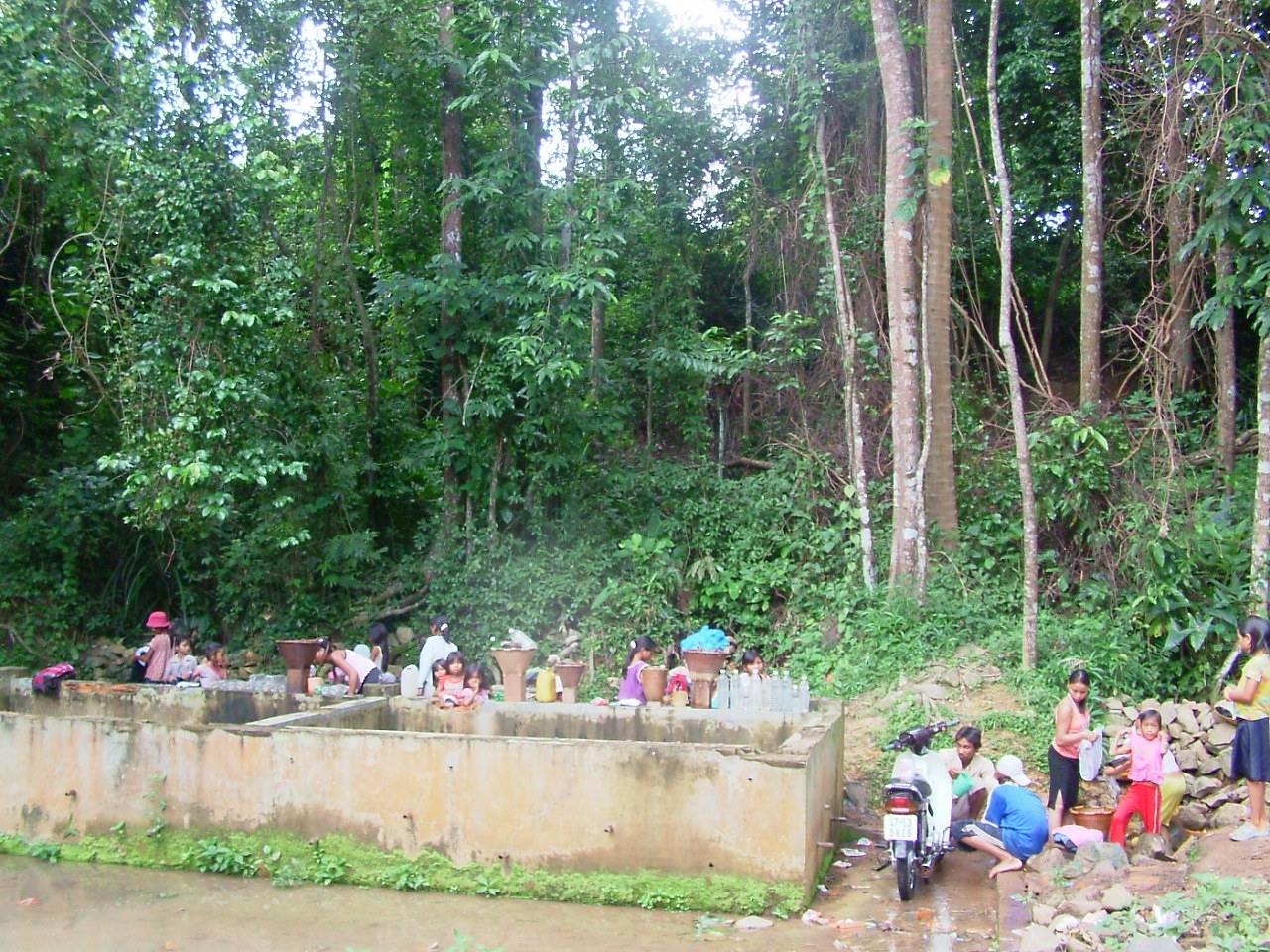
Bến nước buôn K'dung- Buôn Đôn
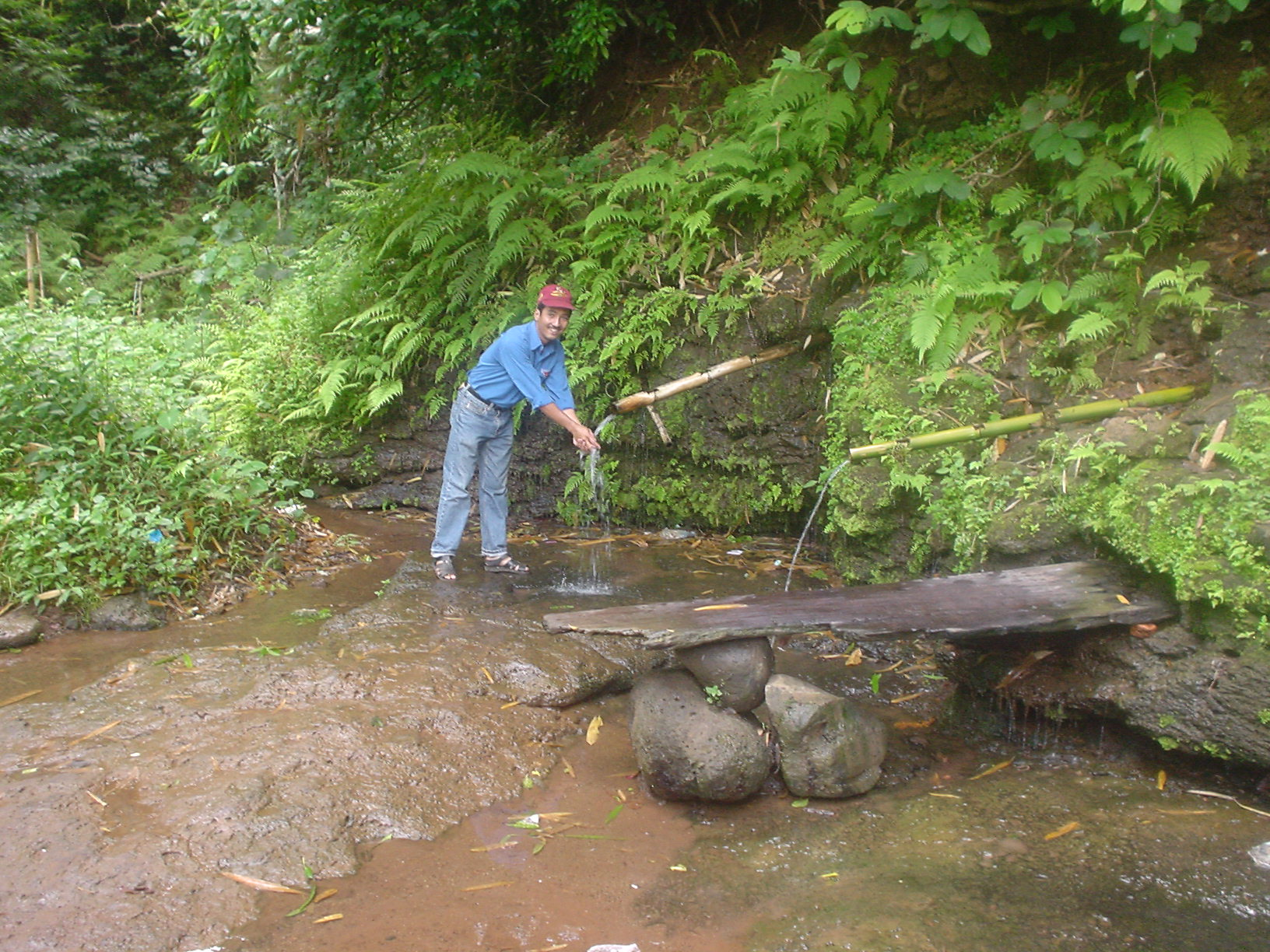
Một bến nước ở Buôn Ma Thuột
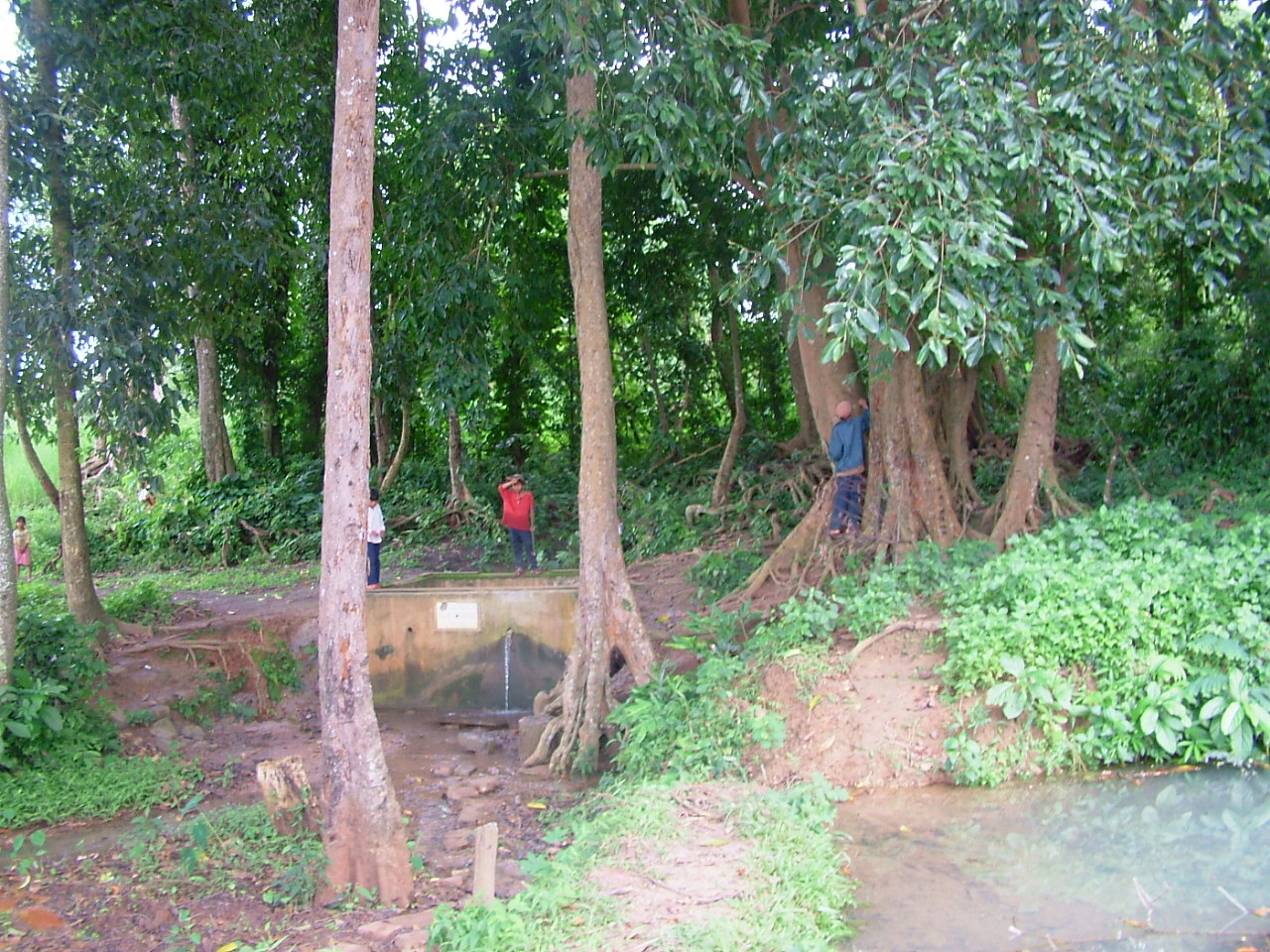
Một bến nước ở Buôn Niêng- Buôn Đôn